# Кременье (Московская область)
Кременье — село в Ступинском районе Московской области в составе Городского поселения Ступино (до 2006 года — центр Староситненского сельского округа). На 2016 год в Кременье 2 улицы и 1 переулок. Село связано автобусным сообщением с городами Ступино и Озёры. Впервые в исторических документах упоминается в 1578—1579 годах, как урочище Кременье. В селе, во 2-й половине XVIII века, была построена деревянная однокупольная церковь Рождества Пресвятой Богородицы в стиле классицизма, сгоревшая в 1970-е годы, с 2006 года восстанавливаемая и освящёная в 2012 году.

## Население
| 2002 | 2006 | 2010 |
| ---- | ---- | ---- |
| 24   | ↘19  | →19  |

Кременье расположено на крайнем юго-востоке района, на левом берегу реки Ока, высота центра села над уровнем моря — 111 м. Ближайшие населённые пункты: Городище — в 1,6 км на восток и Батайки — около 1,8 км на север.